# كيفن بريسكو
كيفن بريسكو (بالإنجليزية: Kevin Briscoe)‏ هو لاعب اتحاد الرغبي نيوزيلندي، ولد في 20 أغسطس 1936 في نيو بلايموث في نيوزيلندا، وتوفي في 1 أبريل 2009.